# خرکمان دستی

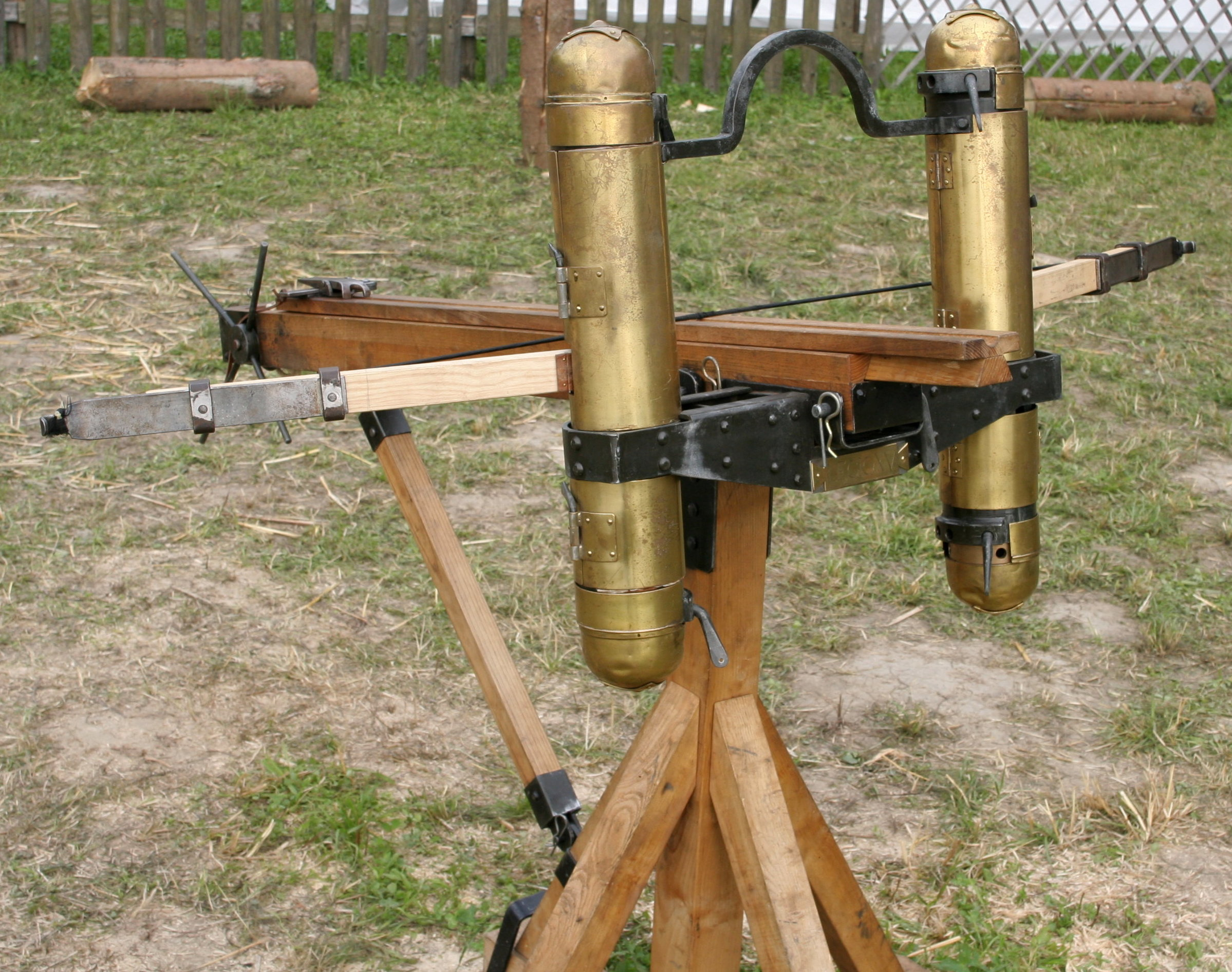
خرکمان دستی. بازسازی‌شده.

خَرکَمان دَستی (انگلیسی: Cheiroballistra) از دستگاه‌های حصارکوب رومی بود. این دستگاه را هرون اسکندرانی طراحی کرد و جنس آن بیشتر از فلز بود. خرکمان دستی گام بعدی پیشرفت این نوع سلاح پس از حصارکوبی به نام کژدم بود.